# Bantzenheim
Bantzenheim – miejscowość i gmina we Francji, w regionie Grand Est, w departamencie Górny Ren.
Według danych na rok 1990 gminę zamieszkiwało 1538 osób, 72 os./km².

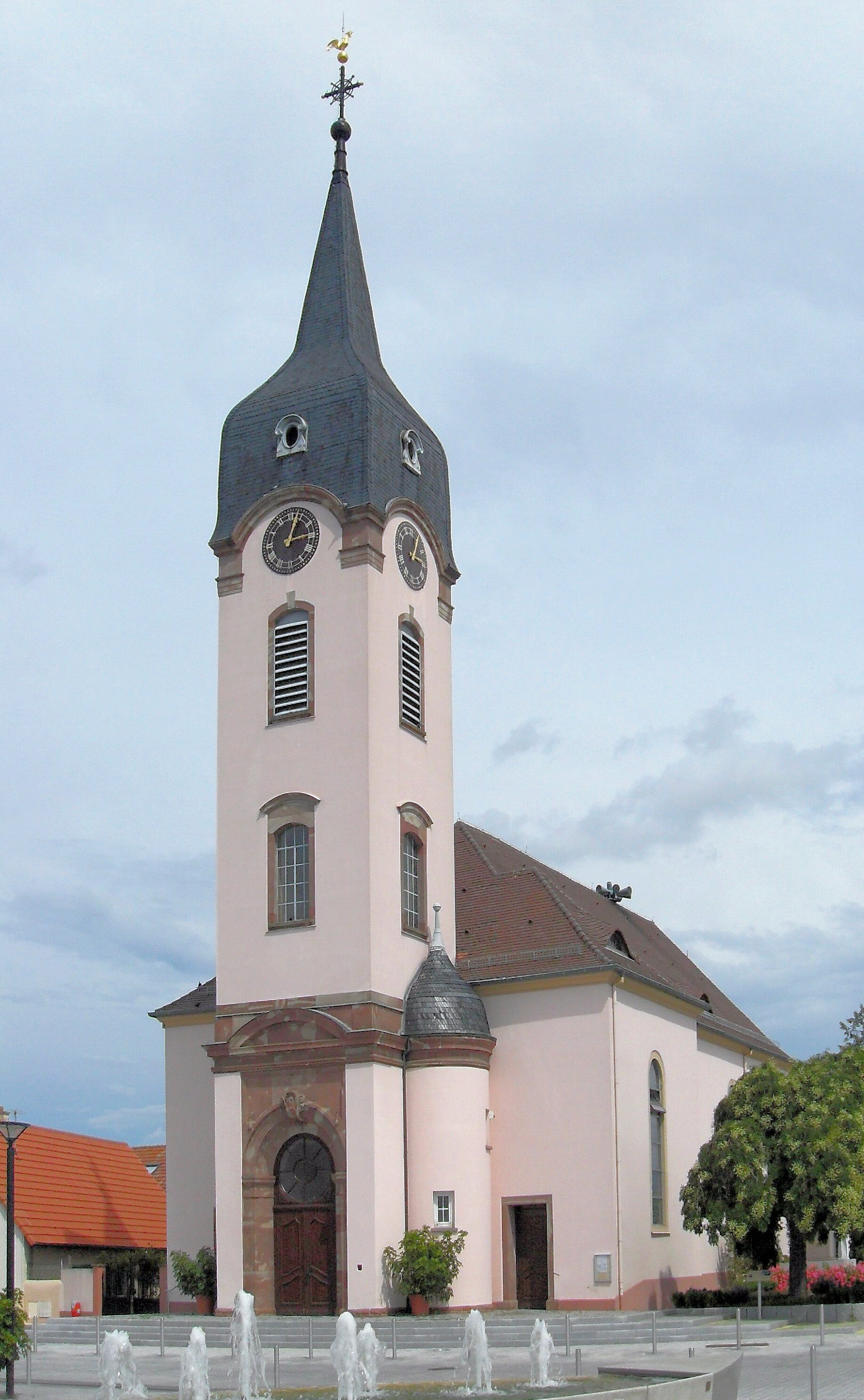
Saint Michel w Bantzenheim